# Agriocnemis lacteola
Agriocnemis lacteola е вид водно конче от семейство Coenagrionidae. Възникнал е преди около 11,61 млн. години по времето на периода неоген. Видът е незастрашен от изчезване.

## Разпространение
Разпространен е в Бангладеш, Индия (Аруначал Прадеш, Асам, Бихар, Западна Бенгалия, Мегхалая, Ориса и Сиким), Китай (Гуандун, Гуанси, Гуейджоу, Джъдзян, Дзянси, Дзянсу, Съчуан, Фудзиен, Хайнан, Хубей, Хунан, Хънан и Юннан), Непал, Тайланд и Хонконг.